# Upton House
Upton House – rezydencja wiejska znajdująca się w wiosce Upton w Warwickshire w Anglii, będący pod opieką National Trust. 
Dom został zbudowany w wiosce Upton. Pierwsze informacje o nim pochodzą z XII wieku, kiedy to za panowania Ryszarda I należał do rodziny Arden. W 1452 roku powstał tu dwór, a jego fragmenty można oglądać do dziś w piwnicach budynku. Przez kolejne lata budynek kilkukrotnie zmieniał właścicieli. W 1688 roku majątek zakupił Sir Rushout Cullen, który rozbudował rezydencje, dodał dwa skrzydła a jego monogramy można jeszcze obejrzeć na głowicach z tyłu domu. W 1757 roku dom zakupił bankier Sir Francis Child dostosowując budynek do zamku myśliwskiego i w rodzinie Jersey pozostał do końca XIX wieku. W 1894 roku, został sprzedany. Kolejnym właścicielem był Andrew Motion, którego w 1927 roku odsprzedał dom lordowi Walterowi Samuelowi, drugiemu wicehrabiemu Bearsted. Bearsted zgromadził wielką kolekcję sztuki, którą wraz z domem w 1948 roku oddał pod opiekę National Trust. Zbiory są dostępne dla publiczności. 
Kolekcja w Upton House składa się z dzieł angielskich i kontynentalnych starych mistrzów m.in.: Tiepolo, Anthony Devis, Francesco Guardi, Jan Steen, Melchior de Hondecoeter, Thomas Gainsborough, Joshua Reynolds, Tintoretto, Rogier van der Weyden czy El Greco.